# 1936年ウィンブルドン選手権
1936年 ウィンブルドン選手権（1936ねんウィンブルドンせんしゅけん、The Championships, Wimbledon 1936）に関する記事。イギリス・ロンドン郊外にある「オールイングランド・ローンテニス・アンド・クローケー・クラブ」にて開催。

## シード選手

### 男子シングルス
1. フレッド・ペリー　（優勝、大会3連覇）
2. ゴットフリート・フォン・クラム　（準優勝）
3. エイドリアン・クイスト　（ベスト8）
4. ウィルマー・アリソン　（ベスト8）
5. ドン・バッジ　（ベスト4）
6. ジャック・クロフォード　（ベスト8）
7. ヘンリー・オースチン　（ベスト4）
8. ブライアン・グラント　（ベスト8）

### 女子シングルス
1. ドロシー・ラウンド　（ベスト8）
2. ヘレン・ジェイコブス　（初優勝）
3. サラ・ファビアン　（1回戦）
4. ケイ・スタマーズ　（ベスト8）
5. ヒルデ・スパーリング　（準優勝）
6. シモーヌ・マチュー　（ベスト4）
7. ヤドヴィガ・イェンジェヨフスカ　（ベスト4）
8. アニタ・リザナ　（ベスト8）

### 男子ダブルス
1. ドン・バッジ＆ ジーン・マコ
2. ジョージ・ヒューズ＆ レイモンド・タッキー
3. ジャック・クロフォード＆ エイドリアン・クイスト
4. ウィルマー・アリソン＆ ジョン・バン・リン

### 女子ダブルス
1. ケイ・スタマーズ＆ フレダ・ジェームズ
2. ヘレン・ジェイコブス＆ サラ・ファビアン
3. シモーヌ・マチュー＆ ビリー・ヨーク
4. ヤドヴィガ・イェンジェヨフスカ＆ スーザン・ノエル

### 混合ダブルス
1. フレッド・ペリー＆ ドロシー・ラウンド
2. ドン・バッジ＆ サラ・ファビアン
3. ジャン・ボロトラ＆ スーザン・ノエル
4. カム・マルフロイ＆ ヒルデ・スパーリング

## 大会経過

### 男子シングルス
準々決勝
- フレッド・ペリー vs.  ブライアン・グラント　6-4, 6-3, 6-1
- ドン・バッジ vs.  エイドリアン・クイスト　6-2, 6-4, 6-4
- ヘンリー・オースチン vs.  ウィルマー・アリソン　6-1, 6-4, 7-5
- ゴットフリート・フォン・クラム vs.  ジャック・クロフォード　6-1, 7-5, 6-4

準決勝
- フレッド・ペリー vs.  ドン・バッジ　5-7, 6-4, 6-3, 6-4
- ゴットフリート・フォン・クラム vs.  ヘンリー・オースチン　8-6, 6-3, 2-6, 6-3

### 女子シングルス
準々決勝
- ヒルデ・スパーリング vs.  ドロシー・ラウンド　6-3, 8-6
- シモーヌ・マチュー vs.  マリー・ホーン　7-5, 6-3
- ヤドヴィガ・イェンジェヨフスカ vs.  ケイ・スタマーズ　6-2, 6-3
- ヘレン・ジェイコブス vs.  アニタ・リザナ　6-2, 1-6, 6-4

準決勝
- ヒルデ・スパーリング vs.  シモーヌ・マチュー　6-3, 6-2
- ヘレン・ジェイコブス vs.  ヤドヴィガ・イェンジェヨフスカ　6-4, 6-2

## 決勝戦の結果
男子シングルス
- フレッド・ペリー vs.  ゴットフリート・フォン・クラム　6-1, 6-1, 6-0

女子シングルス
- ヘレン・ジェイコブス vs.  ヒルデ・スパーリング　6-2, 4-6, 7-5

男子ダブルス
- ジョージ・ヒューズ＆ レイモンド・タッキー vs.  チャールズ・ヘア＆ フランク・ワイルド　6-4, 3-6, 7-9, 6-1, 6-4

女子ダブルス
- ケイ・スタマーズ＆ フレダ・ジェームズ vs.  ヘレン・ジェイコブス＆ サラ・ファビアン　6-2, 6-1

混合ダブルス
- フレッド・ペリー＆ ドロシー・ラウンド vs.  ドン・バッジ＆ サラ・ファビアン　7-9, 7-5, 6-4